# Fenyőgyűjtemény (Erdőtarcsa)
Mesterházy Zsolt 1981-ben kizárólag fenyőfélék bemutatására alapított különleges gyűjteményét egy 2400 négyszögöles területen. Mivel az alapító céljai között az ismeretterjesztés is szerepel, az addig zárt gyűjteményt az alapítás 20. évfordulóján a nagyközönség számára is megnyitották. 

## A gyűjtemény
A gyűjtemény rendszertani bemutató, így például a jegenyefenyők 21 faját tekinthetjük meg. A kísérlet fontos része a félsivatagi fenyőfélék honosítása: ezek itt eredeti termőhelyüknél lényegesen jobb körülmények közé kerülnek.
Ritkaságok:
- Koyama-luc (Japánból),
- turkesztáni luc,
- szahalini luc,
- szibériai luc,
- távol-keleti jegenyefenyő,
- szibériai jegenyefenyő,
- koreai jegenyefenyő;
- mexikói diófenyő,
- közönséges erdeifenyő mongóliai változata.

Látványosságok:
- nehézszagú boróka,
- szír boróka,
- észak-amerikai félsivatagi, sziklás-hegységi borókák,
- McNab-ciprus,
- libanoni cédrus.

## Látogatása
A gyűjtemény vasárnaponként látogatható, de ehhez előzetesen be is kell jelentkezni.